# اشرف‌لی (امیرداغ)
اشرف‌لی (به ترکی استانبولی: Eşrefli) یک منطقهٔ مسکونی در ترکیه است که در امیرداغ واقع شده‌است.